# Danielle Fishel

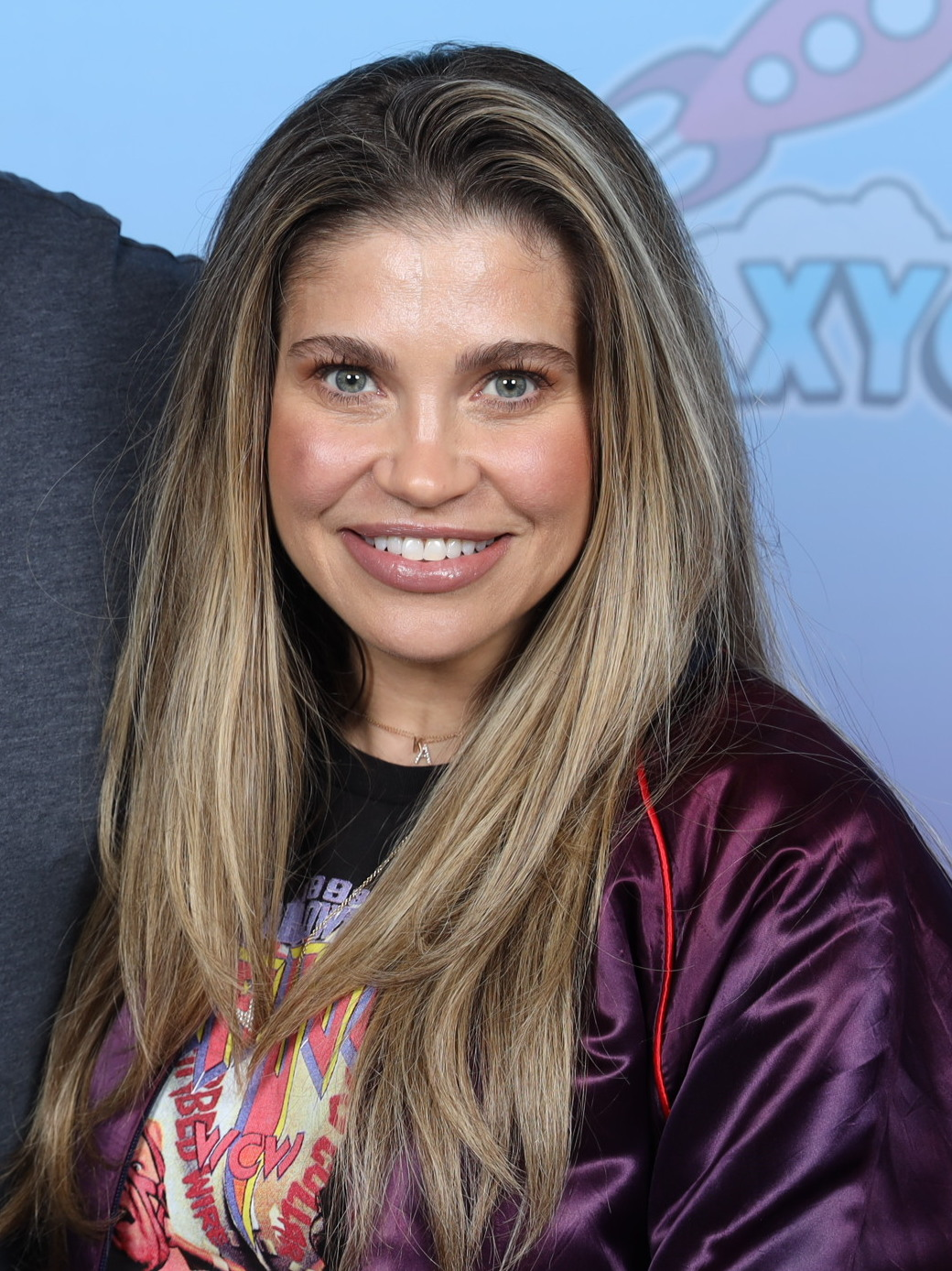
Danielle Fishel (2023)

Danielle Christine Fishel (* 5. Mai 1981 in Mesa, Arizona) ist eine US-amerikanische Schauspielerin. Sie ist hauptsächlich bekannt für ihre Rolle der Topanga Lawrence in Das Leben und Ich und der Fortsetzung der Serie Das Leben und Riley.

## Karriere
In Deutschland wurde sie bekannt durch ihre Rolle in der Sitcom Das Leben und Ich. 1998 war sie auf dem Cover des amerikanischen Magazins Seventeen zu sehen und wurde im Juni 1999 von der Zeitschrift Teen People in die Liste der heißesten Stars unter 21 Jahren aufgenommen.
In der Serie Full House hatte sie einen Gastauftritt als eine Freundin Stephanie Tanners. Ab 2014 spielte sie in Das Leben und Riley, der Fortsetzung zu Das Leben und Ich, Topanga Matthews, die Mutter von Riley (Rowan Blanchard).
Danielle Fishel war für einige Zeit mit Ex-*NSYNC-Sänger Lance Bass zusammen und erklärte 2006 in der Tyra-Banks-Show, dass sie wirklich keine Ahnung hatte, dass Lance Bass homosexuell ist. 2013 heiratete sie einen Mann, den sie während ihres Psychologiestudiums an der California State University, Fullerton kennengelernt hatte. 2015 folgte die Scheidung. Seit 2017 ist sie mit dem Autor Jensen Karp zusammen.
Fishel war eine Zeit lang als Pressesprecherin für eine Ernährungsfirma tätig und arbeitete als Sportreporterin für die Firma „Popsugar“.

## Filmografie (Auswahl)
- 1992: Full House (Fernsehserie, 2 Episoden)
- 1993: Harry und die Hendersons (Harry and the Hendersons, 2 Episoden)
- 1993–2000: Das Leben und Ich (Boy Meets World, Fernsehserie)
- 2000: Longshot
- 2000: Das Mercury Projekt (Rocket’s Red Glare)
- 2002: Nikki (Fernsehserie, 2 Episoden)
- 2003: College Animals (National Lampoon’s Dorm Daze)
- 2004: Game Box 1.0
- 2006: College Animals 2 (National Lampoon’s Dorm Daze 2)
- 2006–2007: The Tyra Banks Show (Korrespondentin)
- 2007: The Chosen One (Stimme)
- 2008–2011: The Dish (Moderation)
- 2014–2017: Das Leben und Riley (Girl Meets World, Fernsehserie)
- 2022, 2025: The Masked Singer (Fernsehsendung, Gastauftritt zwei Folgen)